# Salix souliei
Salix souliei är en videväxtart som beskrevs av Karl Otto von Seemen. Salix souliei ingår i släktet viden, och familjen videväxter. Inga underarter finns listade i Catalogue of Life.